# Radio-i

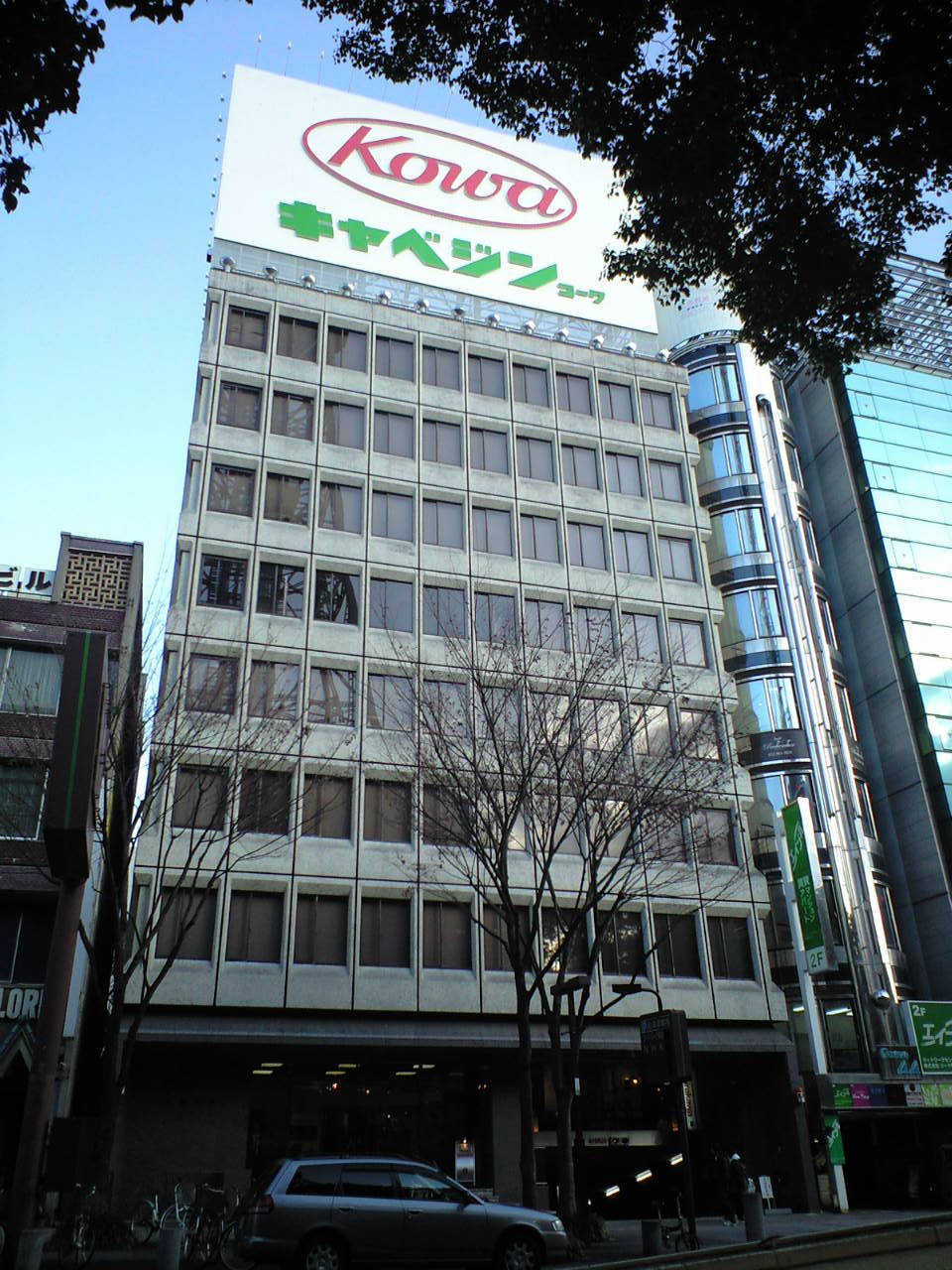
RADIO-i(Aichi International Broadcasting)Immeuble Hisaya, dans la station radio

Radio-i (officiellement 愛知国際放送, émissions internationales d'Aichi), qui émettait depuis Nagoya, diffusant des programmes en japonais et en anglais dans la préfecture d'Aichi sur la fréquence 79,5MHz. Le "i", prononcé en anglais, est la première moitié du nom de la préfecture (愛), qui se trouve être le mot "amour" en japonais.
Le slogan de cette radio est "feel the waves, soothe your mind". La musique est essentiellement américaine, et les programmes visent à la fois les Japonais qui cherchent à pratiquer l'anglais, et les occidentaux installés dans la région.

Radio-i a définitivement finis d'émettre ses programmes sur les ondes hertziennes d'aichiken le jeudi 30 septembre 2010 a minuit. (voir site officiel)